# 高橋丁未子
高橋 丁未子（たかはし てみこ、1951年 - ）は、日本のエッセイスト、編集者、書店店主。ギャラリスト。

## 経歴
東京都文京区本郷に育つ。武蔵野美術短期大学卒業後、北宋社の編集者になり、橋本治の『花咲く乙女たちのキンピラゴボウ』や末井昭の『素敵なダイナマイトスキャンダル』などの他、村上春樹の研究読本の編集を手がける。その後、村上春樹を題材にしたエッセイ本などを出しながら、書店「ヴァリエテ本六」の店主となった。ヴァリエテ本六は2019年8月をもって閉店。

## 著作
Amazon-高橋丁未子参照
- 羊のレストラン：村上春樹の食卓 (講談社α文庫)　ISBN：9784062561440
- ハルキの国の人々 (CBSソニー出版)　ISBN：9784789705554
- ホットケーキが焼けるまで　ヴァリエテ本六d i a r y(静人舎)　ISBN：9784909299208

### 編著
- HAPPY JACK鼠の心―村上春樹の研究読本 (北宋社)　ISBN：9784938425548